# Болеста Іван Михайлович
Іва́н Миха́йлович Боле́ста (* 1950) — український фізик. Доктор фізико-математичних наук (1996), професор (2001). Член НТШ (1989); заслужений професор Львівського університету.

## З життєпису
Народився 1950 року в селі Заплатин Стрийського району Львівської області. Після закінчення із золотою медаллю середньої школи № 10 міста Стрия вступив на фізичний факультет Львівського державного університету імені Івана Франка. Після закінчення навчання 1972 року був направлений на роботу до науково-дослідної лабораторії росту та дослідження фізичних властивостей кристалів.
Молодший науковий співробітник, асистент (1982—1986), працював на фізичному факультеті; доцент кафедри радіоелектронного матеріалознавства (1986—1998). Професор, завідувач кафедри радіофізики (від 1998).
У 1979 році захистив кандидатську, а 1996 року — докторську дисертацію. Учене звання доцента присвоєне в 1988 році, а 2001 року — професора.
Є автором двох навчальних посібників із грифом МОН: «Фізика твердого тіла» (2003), «Теорія електромагнітного поля» (2013).
Досліджував електронні структури локальних центрів у діелектричних матеріалах; оптичні та електричні властивості кристалів зі структурними фазовими переходами.
З 1989 року — член НТШ. Учасник засідання, на якому проголошено відродження НТШ у Львові. В 1989—1996 роках — секретар Фізичної комісії НТШ. Член Українського фізичного товариства (з 1990), головний редактор збірника наукових праць «Електроніка та інформаційні технології». Член редколегії «Фізичного збірника НТШ», «Вісника Львівського університету. Серія фізична», «Українського журналу фізичної оптики», член спеціалізованої Вченої ради зі захисту докторських дисертацій у ЛНУ. Член Експертної ради з комп'ютерних наук при ДАК — з ліцензування та акредитації вищих навчальних закладів І—ІV рівнів акредитації (2009—2011 роки).
Автор понад 200 наукових праць; в тому числі монографії, отримав 3 авторських свідоцтва на винаходи, переможець конкурсу «Науковець університету 2003 року».
Основні праці
- «Хімічний зв'язок і структура матеріалів: Курс лекцій», 1992;
- «Effect of Phase Transitions in Luminescence characteristics of [N(CH3)4]2MnCI4 Syngle Crystals»; 1996 (співавтор)
- «Luminescence Investigation of β־K2S04 SrGeS4 Type Phase Transition in Cs2Cdl4 Mn-Crystals»; 1997 (співавтор)
- «Optical Investigations of superionic Phase Transition in Ag2Cdl4 Thin Films»; 1999 (співавтор)
- «Crystalline and band energy structure of Ag2Cdl4»; 2000 (співавтор)
- «Фізика твердого тіла: навчальний посібник», 2002.

## Нагороди
- Заслужений працівник освіти України[1]